# 228e régiment d'infanterie

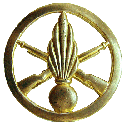
insigne de béret d'infanterie

Le 228e régiment d'infanterie (228e RI) est un régiment d'infanterie de l'Armée de terre française constitué en 1914 avec les bataillons de réserve du 28e régiment d'infanterie.
À la mobilisation, chaque régiment d'active créé un régiment de réserve dont le numéro est le sien plus 200.

## Création et différentes dénominations
- août 1914 : formation du 228e Régiment d'Infanterie à Évreux.
- 10 novembre 1917 : Dissolution à Guiscard.

## Chefs de corps
- d'août au 14 septembre 1914 : lieutenant-colonel Alfred Fackler (évacué malade le 14 septembre 1914).
- du 14 au 17 septembre 1914 : chef de bataillon Charles-Albert Labriet (par intérim).
- du 17 au 25 septembre 1914 : chef de bataillon Arnaud (par intérim).
- du 25 septembre 1914 au 17 mai 1915 : lieutenant-colonel Paul-Albert Leroux (évacué blessé le 17 mai 1915).
- du 17 au 25 mai 1915 : chef de bataillon Charles-Albert Labriet (par intérim).
- du 25 mai au 31 août 1915 : lieutenant-colonel Chatelain.
- du 31 août 1915 au 10 novembre 1917 : lieutenant-colonel puis colonel Paul-Albert Leroux.

## Historique des garnisons, combats et batailles du228eRI

### Première Guerre mondiale
Affectations : Casernement Évreux, 106e Brigade d'Infanterie, 4e Groupe de Réserve.
- 53e Division d'Infanterie d'août 1914 à août 1916.
- 158e Division d'Infanterie d'août 1916 à novembre 1917.

#### 1914
Bucy-lès-Pierrepont...Bataille de Guise...Bataille de la Marne...Marne...Somme...

#### 1915
Somme... Artois... Champagne...

#### 1916
Oise... Bataille de la Somme... Marne...

#### 1917
Aisne... Puis nord de Soissons... Chemin des Dames Ouest de Saint-Quentin.

Le régiment est dissous le 7 novembre 1917.

## Drapeau
Il porte, cousues en lettres d'or dans ses plis, les inscriptions suivantes :
- L'Aisne 1914-1917
- Artois 1915

## Décorations décernées au régiment
Sa cravate est décorée de la Croix de guerre 1914-1918  avec une citation à l'ordre de l'armée (une palme).

## Personnages célèbres ayant servi au228eRI
- Pierre Montet, archéologue, découvreur des tombes de pharaons de la XXIe et XXIIe dynastie, sur le site de Tanis en Égypte.

## Sources et bibliographie
- Archives militaires du Château de Vincennes.
- À partir du Recueil d'historiques de l'Infanterie française (général Andolenko - Eurimprim, 1969).
- capitaine Ernest Gouin, Historique du 228e régiment d'infanterie : campagne 1914-1919, Paris, M. Aune, 1921, 30 p., lire en ligne sur Gallica.